# Бруно, Анджело
Анджело Бруно (англ. Angelo Bruno, урожд. Анджело Анналоро (итал. Angelo Annaloro); 21 мая 1910, Виллальба, Сицилия, Королевство Италия — 21 марта 1980, Филадельфия, США) — американский гангстер сицилийского происхождения, глава филадельфийской криминальной «семьи» в 1959—1980 годах.

## Биография

### Юность
Анджело Анналоро родился в городе Виллальба, в провинции Кальтаниссетта на Сицилии. Подростком эмигрировал в США и поселился в Филадельфии вместе с братом Вито. Сам исправил свою фамилию на Бруно, фамилию своей бабушки по отцовской линии. Первые годы жизни в Филадельфии свели его с местными представителями криминалитета, что и стало основой для его дальнейшего зачисления в ряды мафии.
Впервые Бруно арестовали за нарушения правил дорожного движения в 1928 году. Последующие аресты уже касались нарушений правил использования огнестрельного оружия, нелегального производства алкогольных напитков, организации незаконных азартных игр, краж и тому подобного.

### Организованная преступность
До 1957 года лидером филадельфийского криминального мира был Джузеппе «Джозеф» Ида. В этом году он был вынужден уехать в Италию (главным образом, вследствие своего участия во встрече мафиози в Апалачини). Своим преемником Ида назначил Антонио Доменика Поллину (Antonio Domenick Pollina), который, в свою очередь, сразу же отдал приказ избавиться от своего главного конкурента в лице Анджело Бруно . Однако киллер, получивший заказ, рассказал Анджело Бруно о планах нового босса. Бруно обратился к высшему органу мафиозного совета — Комиссии, которая проанализировала случай и предоставила Бруно разрешение на убийство Поллины . Бруно, в свою очередь, воздержался от физического устранения Поллины, но заставил того отказаться от любого ведения дел. Уже незадолго до убийства Бруно в 1980 году, Поллина обратился к нему с просьбой назначить его своим консильери, на что Бруно ответил отказом и поставил на эту должность своего будущего убийцу Антонио Капонигро .
В 1959 году Бруно стал новым главой филадельфийской криминальной семьи. За два десятилетия председательства Бруно удалось избежать масштабных кровавых вспышек насилия на своей территории и слишком пристального контроля со стороны правоохранительных органов. Наиболее длительным заключением Бруно был его двухлетний арест за отказ свидетельствовать перед Большим жюри Верховного Суда США.
Бруно придерживался «традиционного» типа ведения мафиозной деятельности, отвергая возможность наркоторговли в своей деятельности. Основными источниками доходов были азартные игры, букмекерское дело, ростовщичество. Со временем Бруно позволил вести дела с наркотиками другим бандам в Филадельфии, за что требовал часть от прибыли. Этот факт и стал одной из главных причин недовольства председательством Бруно внутри своего же ближайшего окружения.
Основным методом воздействия Бруно было взяточничество. Грубые методы, такие как запугивание, пытки и убийства не поощрялись Бруно, из-за чего некоторых гангстеров он направлял в другие города.

### Последние годы
С легализацией игорного бизнеса и казино в Атлантик-Сити в 1976 году прибыли мафии и филадельфийской семьи постоянно росли, что и привлекло внимание более мощных криминальных группировок из Нью-Йорка. Последние не считали правильным факт того, что эта территория контролируется исключительно филадельфийцами. Эскалация конфликта в случае отказа была очевидной и ставила Бруно и его окружение в очень опасное положение. Бруно решил принять такое решение, что стало ещё одной причиной недовольства его руководством среди некоторых представителей ближайшего окружения.
Непопулярные среди собственного окружения шаги Бруно привели к его убийству. 21 марта 1980 года он был убит выстрелом из дробовика в голову, когда сидел в своей машине перед своим домом. Считается, что непосредственным заказчиком убийства выступил консильери Бруно Антонио Капонигро.
Тело Капонигро было найдено в багажнике автомобиля через несколько недель после убийства Бруно. В его заднем проходе было обнаружено несколько купюр общей стоимостью около 300 долларов (символ жадности убитого). Высший мафиозный совет («Комиссия») заказал убийство Капонигро из-за того, что тот совершил убийство Бруно без разрешения. Вероятно, член нью-йоркской криминальной семьи Дженовезе, Франк Тиери, манипулировал Капонигро, чтобы таким образом существенно ослабить филадельфийскую семью.
Убийство спровоцировало войну мафии в Филадельфии, которая унесла более 20 жизней в течение следующих четырёх лет, включая следующего босса Филипа Теста и его сына Сальваторе.
В феврале 2016 года писатель и историк Селеста Морелло предприняла попытку объявить дом Бруно исторической достопримечательностью. В марте 2016 года консультативный комитет по историческим памятникам отклонил запрос.

## В популярной культуре
Роль Анджело Бруно сыграл актёр Харви Кейтель в фильме «Ирландец» (2019, реж. Мартин Скорсезе).